# Стари-Град
Стари-Град (или Стариград, хорв. Stari Grad, итал. Cittàvecchia) — город на северном побережье острова Хвар в Далмации, Хорватия. Один из старейших городов Европы, расположен в северной части острова, в глубине 6-километровой бухты.

## История
Изначально Стариград был назван Фарос (греч. Φάρος) греческими поселенцами с острова Парос, которые прибыли сюда в 384 году до н. э. В римский период город был известен как Фария, название Хвар появилось с приходом славян. Когда административный центр острова был перенесён на юг, в нынешний город Хвар на южном побережье, старый город стал называться просто Стариград.
Одной из главных достопримечательностей города является резиденция «Тврдаль» (хорв. Tvrdalj), построенная как миниатюрная крепость известным поэтом-гуманистом Петаром Гекторовичем в XVI веке.
Также в Стари-Граде имеется старинная церковь Святого Иоанна.

## Известные жители
- Петар Гекторович (1487—1572) — поэт-гуманист
- Марин Сабич (1860—1922) — журналист, поэт, переводчик
- Тадич, Йорьо (1899—1969) — историк, академик